# Farro della Garfagnana
Il Farro della Garfagnana (IGP) è un prodotto ortofrutticolo italiano a Indicazione geografica protetta, prodotto nell'omonima regione, in provincia di Lucca.
Il farro della Garfagnana è tradizionalmente utilizzato per la preparazione di zuppe o di torte salate; inoltre, può trovare impiego, da solo o in miscela con altri cereali, per la preparazione di paste o di prodotti da forno (biscotti, pane e altri).

## Storia
Il farro dicocco (Triticum dicoccum) è il cereale più antico fra tutti quelli pervenuti fino all'età contemporanea, risultando coltivato fin dal 7.000 a.C. nelle sue aree di origine (Mesopotamia, Siria, Egitto e Palestina).
In epoca romana era ampiamente diffuso anche in Italia; con l'avvento delle nuove specie di frumento nudo (nelle quali cioè
la granella perde i rivestimenti glumeali con la trebbiatura), il farro è stato progressivamente confinato in areali sempre più ridotti e poveri.
In Toscana, la Garfagnana è l'unica zona dove, grazie ad una consolidata tradizione agricola e alimentare e ad un ambiente
naturale particolarmente vocato, il farro è sempre stato prodotto e commercializzato, come testimoniano numerosi documenti storici.. Peraltro, a partire dal secondo dopoguerra, si è assistito ad una forte riduzione della
produzione di farro, in concomitanza con il generale mutamento delle abitudini alimentari della popolazione che si sono indirizzate verso cibi più "ricchi".
Alla fine degli anni 1970 la riscoperta di cibi sani e genuini, legati alla dieta mediterranea, ha portato alla riscoperta del farro e ad una nuova espansione delle coltivazioni toscane.
Nel 1996, anno di presentazione della domanda di riconoscimento IGP alla Commissione Europea, vi erano in Garfagnana circa 80-90 aziende agricole produttrici di farro, con una superficie complessiva di circa 100-110 ettari e una produzione media di 200 tonnellate annue di farro "vestito".

## Coltivazione
Il farro della Garfagnana è prodotto dalla popolazione locale utilizzando la specie Triticum dicoccum varietà Schubler (detta anche "grano vestito").
Il farro della Garfagnana è coltivato su terreni poveri di elementi nutritivi, in una fascia altimetrica fra i 300 e i 1.000 m slm. La semina avviene in autunno, nel rispetto delle tradizionali rotazioni (in genere dopo un prato), su terreno precedentemente preparato, utilizzando seme vestito derivante dalla popolazione locale di Triticum dicoccum. La produzione del farro della Garfagnana deve avvenire senza l'impiego di concimi chimici, fitofarmaci e diserbanti: data l'elevata rusticità della pianta, il farro coltivato con la tecnica tradizionale risulta di fatto un prodotto biologico.
La raccolta del farro avviene in estate, con le normali mietitrebbiatrici da grano; durante la trebbiatura, le spighette si distaccano interamente dal rachide, senza far uscire le cariossidi dalle glume e glumelle (per questo viene denominato "grano vestito"). La produzione massima consentita per ettaro è di 25 quintali di farro vestito.
Prima della vendita, la granella di farro deve essere brillata, cioè privata dei rivestimenti glumeali e di
una parte del pericarpo: dopo tale processo, la cui resa è del 60-70% rispetto al raccolto iniziale, la granella presenta una superficie con striature biancastre, tipiche della struttura prevalentemente farinosa dell'endosperma. La brillatura del farro veniva tradizionalmente effettuata con particolari mulini a macine, mentre attualmente vengono utilizzati anche macchinari moderni, anche semplici.

## Zona di produzione
La zona di produzione comprende i seguenti comuni della provincia di Lucca, posti nell'areale della Garfagnana: Camporgiano, Careggine, Castelnuovo di Garfagnana, Castiglione di Garfagnana, Fosciandora, Gallicano, Guncugnano, Minucciano, Molazzana Piazza al Serchio, Pieve Fosciana, San Romano Garfagnana, Sillano, Villa Collemandina, Vagli di Sotto e Vergemoli.